# 張堯臣 (萬曆進士)
張堯臣（1551年—1610年），字希夔，四川成都府內江縣人，民籍，治《禮記》。

## 生平
二月初三日生，行一，由縣學附學生中式四川鄉試第六十三名舉人，年二十七歲中式萬曆五年丁丑科會試第二百七十五名，第三甲第一百五十二名進士。授行人，奉使蜀韩秦各王府，擢升户部主事，十六年任陕西鳳翔府知府，二十年六月升湖广按察司副使。二十五年七月調補雲南副使，升本省左参政，三十一年四月升按察使，三十三年十月升右布政使，三十四年十二月考察以不及降二级，

## 家族
曾祖張惠；祖張士儼，府同知；父張捷；母劉氏。永感下，妻劉氏，弟舜臣；藎臣；良臣；文臣；武臣；湯臣；元臣；佐臣。